# Pillow pojišťovna
Pillow pojišťovna je česká pojišťovna s licencí České národní banky k provozování neživotního pojištění. Pojišťovna v současnosti nabízí produkt pojištění vozidel (povinné ručení, havarijní pojištění a doplňková pojištění). Pillow pojišťovna je zajištěna u mezinárodních zajišťoven Hannover Re, R+V, AXA XL, Partner Re, Deutsche Ruck a SCOR. Jediným akcionářem pojišťovny je společnost Simply Fair Insurance.

## Vznik
Pojišťovna byla založena 15. července 2015 pod názvem První klubová pojišťovna, pilotní provoz spustila 21. září 2015 a ostrý provoz začal 22. března 2016. K přejmenování na Pillow pojišťovnu došlo 25. listopadu 2019 a předcházela mu změna akcionářské struktury a statutárních orgánů dne 31. října 2019.

## Princip pojišťovny
Pillow pojišťovna na rozdíl od tradičních pojišťoven ve svých podmínkách omezila své náklady konkrétním procentem z vybraného pojistného. Vybrané pojistné používá na výplatu škod klientů a pokud na konci kalendářního roku zůstanou nevyužité prostředky, rozdělí je rovným dílem mezi sebe a klienty, kterým v daném roce nebylo vyplaceno pojistné plnění. Uvedený přístup, který používá i americká pojišťovna Lemonade, vede ke snížení střetu zájmů pojišťovny při rozhodování o výplatě pojistného plnění.
Pillow pojišťovna je od počátku budována jako plně digitální společnost. Každý klient musí při sjednání pojištění uvést svůj e-mail, veškerá korespondence mezi pojišťovnou a klienty probíhá elektronicky, papírová forma není možná. Pojistnou smlouvu klient nepodepisuje (smlouva neexistuje v papírové formě), ale svůj souhlas vyjadřuje zaplacením první platby na účet pojišťovny. Pro vstupní prohlídku u pojištění vozidel používá pojišťovna svou mobilní aplikaci, klient vozidlo sám nafotí a odešle fotografie pojišťovně bez nutnosti prohlídky technikem pojišťovny.

## Produkty
Nejdříve byl nabízen jediný produkt pojištění vozidel. Pojišťovna uvádí, že pojistné podmínky k tomuto produktu jsou nejkratší a nejsrozumitelnější ve srovnání s obdobnými produkty jiných pojistitelů. Jako důkaz předkládá délku 10 stran včetně pojistné smlouvy, která zabírá jednu stranu A4.
Hlavní produktovou odlišností od standardních produktů je stanovení ceny pojistného dle počtu ujetých kilometrů. Na počátku pojištění klient odhadne roční nájezd svého vozidla, pojišťovna stanoví cenu odpovídající tomuto nájezdu a cenu za 1 km mimo tento nájezd. Na konci pojistného roku klient pomocí mobilní aplikace informuje pojišťovnu o aktuálním stavu najetých kilometrů a pojišťovna provede vyúčtování. Pokud klient najel odhadovaný počet kilometrů (s tolerancí +/- 500 km), žádné peníze se nevrací ani nedoplácí. Pokud klient ujel méně, za každý neujetý kilometr vrátí pojišťovna klientovi peníze, pokud ujel více, za každý kilometr navíc klient doplatí pojistné.
Druhou odlišností od standardních produktů je stanovení ceny vozidla a limitu pro opravu či výměnu skla vozidla. U kategorie vozidel OA (osobní automobil) určí pojistnou hodnotu vozu sama pojišťovna na základě vstupních parametrů vozidla a garantuje tak správnost stanovení obvyklé ceny vozidla. Podobně u pojištění skel klient nestanovuje pojistný limit, ale pojišťovna garantuje automatické stanovení limitu, a tedy úhradu nákladů na opravu či výměnu skla bez doplatku klienta.
V současné době (2024) Pillow pojišťuje také domácnost, občanskou odpovědnost, nebo úraz či nemoc.